# Abû al-`Abbâs Ahmad al-Mustansir
Pour les articles homonymes, voir Al-Mustansir.
Abû al-`Abbâs Ahmad al-Mustansir (arabe : أبو العباس المستنصر) est le sultan hafside de Tunis de 1371 à sa mort le 6 juin 1394.
Succédant à Abû al-Baqâ' Khâlid, il restaure le pouvoir hafside en Ifriqiya avec l'aide des tribus ; il chasse les Arabes de Bougie, de Bône en 1366, de Tunis le 9 novembre 1370 et les repousse vers le sud. Grâce à ses efforts de remise en ordre à l'intérieur et à l'efficacité de ses défenses contre les Latins, il assure au pays un siècle de stabilité.
Sous son règne, le port de Bougie devient le port d'attache de pirates qui écument la mer Méditerranée.